# Florent Malouda
Florent Johan Malouda (Cayena, 13 de junio de 1980) es un exfutbolista francoguayanés, que jugaba como delantero, principalmente como extremo izquierdo.

## Trayectoria

### Châteauroux
Inició como un futbolista de la calle en sus años de adolescencia, gradualmente con el paso del tiempo se convirtió  en un talento interesante, teniendo la capacidad de penetrar las defensas con sus habilidades técnicas y el juego imaginativo.
Malouda pronto atrajo el interés de los exploradores del club francés Châteauroux, y pronto se trasladó a París para unirse al equipo. A pesar de las dificultades de vivir lejos de su casa familiar en la Guayana Francesa, Malouda fue capaz de continuar sus estudios y jugar al fútbol profesional. Malouda jugó 57 partidos de Châteauroux, haciendo su debut con la absoluta en la edad de 16 años en la Ligue 2 de Francia. Él también fue expulsado en su segundo partido para el club.

### Guingamp
Malouda fue firmado por el Guingamp tras la incapacidad del Châteauroux para asegurar un cupo en la Ligue 1. Fue en Guingamp, donde lució su talento en la primera división. Bajo la tutela del entrenador Guy Lacombe, Malouda demostró su habilidad y formó una combinación con su entonces compañero de equipo Didier Drogba.

### Lyon
Malouda tuvo notables actuaciones en Guingamp que comenzaron a capturar la atención del club francés del Olympique de Lyon que, después de ganar su segundo título consecutivo en la temporada 2002-03, decidió firmar a Malouda. En un excelente equipo Lyon que contenía a Juninho, Michael Essien, Gregory Coupet, y Mahamadou Diarra, Malouda se estableció en el lado izquierdo del ataque del club, formando grandes conexiones con todos los delanteros. Sus actuaciones en el equipo, finalmente le valieron una llamada muy merecida a la selección francesa.
Los aspectos más destacados de la carrera de Malouda en el Lyon, fueron por ejemplo que fue nombrado hombre del partido contra el Real Madrid en la Liga de Campeones de la UEFA y sus objetivos de 10 que llevó a Lyon a su sexto año consecutivo de la obtención de la Ligue 1, durante la temporada 2006-07. Él también ganó el título del Jugador del Año de la Ligue 1 de la temporada, sucediendo a su compañero Juninho, Abdul Kader Keita del Lille OSC, Johan Elmander del Toulouse FC y Seydou Keita del RC Lens para el galardón.
Malouda hizo público su deseo de abandonar Lyon al final de la temporada 2006-07, con el Chelsea, el Liverpool y el Real Madrid mostrando interés en el delantero. El 29 de junio de 2007, Malouda dijo al Lyon a base de periódicos Le Progres que tiene su corazón puesto en un traspaso al Chelsea, lo que confirma que el Chelsea había presentado una oferta de €17 millones por él. Malouda más tarde repitió este comentario en una entrevista con el Daily Star. El 5 de julio de 2007, el jefe ejecutivo del Chelsea, Peter Kenyon, dijo a Sky Sports que el Chelsea había estado en discusiones con respecto a la transferencia de Malouda y estaban esperando para amarrar el acuerdo antes de la gira del Chelsea, antes de la temporada en los EE.UU.

### Chelsea

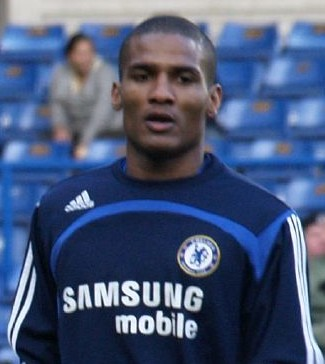
Malouda en el Chelsea en 2007

El 8 de julio de 2007, el presidente del Lyon, Jean-Michel Aulas, anunció que el Lyon había aceptado una oferta no revelada, se rumoreaba que era alrededor de $13 millones de euros de parte del Chelsea. Chelsea oficialmente más tarde reveló que Malouda estaría viajando a Londres el 9 de julio para una prueba médica y para discutir los términos personales. Malouda parecía destinado a unirse a Liverpool, hasta que los rivales de la Premiership Chelsea intervinieron, y se desvaneció la oportunidad de jugar para los Reds A las 7pm en el mismo día, Malouda firmó oficialmente un contrato de tres años con el club. Se le dio la camiseta número 15. El entrenador del Chelsea, José Mourinho, describió a Malouda como un jugador maduro y probado que estaba preparado para el desafío de adaptarse al rápido ritmo del fútbol inglés, y dio a entender que Malouda reemplazó al extremo neerlandés Arjen Robben.
En su primer partido con el Chelsea, uno de pretemporada amistoso ante el conjunto mexicano el Club América, Malouda marcó el empate y asistió a John Terry para el gol de la victoria del Chelsea que ganó por 2-1.
Malouda hizo su debut en la competición con el Chelsea contra el Manchester United en la Community Shield 2007, el 5 de agosto de 2007 en un empate 1-1, a pesar de que Chelsea perdió en los penaltis, marcó en lo que fue un despliegue impresionante.
Malouda inició contra el Birmingham City el 12 de agosto en el ala izquierda, una posición previamente adoptada por Arjen Robben y Joe Cole. Malouda marcó el segundo gol del Chelsea en la victoria por 3-2, antes de ser reemplazado por Steve Sidwell en el minuto 83.
El 19 de agosto, Malouda en un partido contra el Liverpool en la Premier League concedió un penalti cobrado por el árbitro Rob Styles. Las repeticiones del incidente indicó que Malouda se había apoyado en el defensa del Liverpool, Jamie Carragher, después de tratar de dejar el balón para asistir a Didier Drogba. El tiro penal se le concedió a los rivales y Frank Lampard anotó. El árbitro Rob fue eliminado de los partidos de la próxima semana de la Premier League como consecuencia de este incidente y algunas decisiones polémicas de otros durante el juego. Él anotó contra el Schalke 04 en su primera Liga de Campeones jugando para el Chelsea, colocando la pelota a través de las piernas del portero Manuel Neuer después de dar vuelta a su marcador Rafinha Alcántara. El 23 de enero, Malouda asistió a Joe Cole con un pase largo para marcar contra el Everton en la Carling Cup, el Chelsea ganó 3-1 en el global. El 5 de mayo de 2008, Malouda anotó su segundo gol en el penúltimo partido de la temporada de la Premier League contra el Newcastle United, siendo la asistencia de parte de Samuel Scicluna. Malouda terminó su primera temporada en el fútbol inglés, con dos goles y una asistencia en la liga, un retorno relativamente pobre debido a ser la segunda opción en el ala izquierda de Salomon Kalou para la mayoría de la temporada y la llegada de choque de Avram Grant como entrenador del Chelsea.

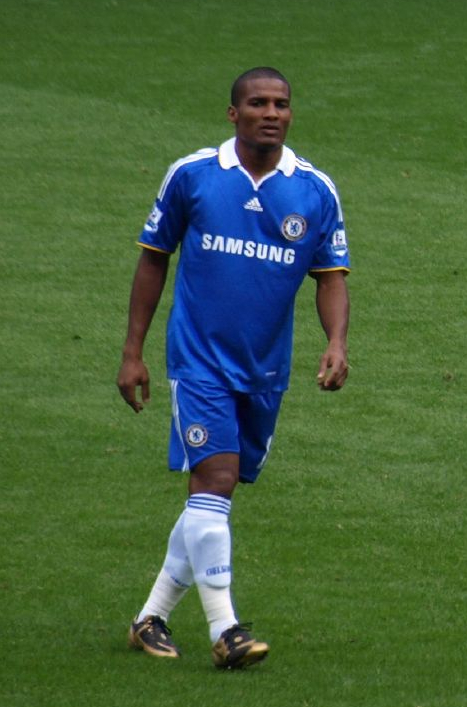
Malouda jugando para el Chelsea en 2008

Malouda anotó sus dos primeros goles con Luiz Felipe Scolari contra el equipo francés Girondins de Bordeaux en la fase de grupos la Liga de Campeones el 16 de septiembre de 2008, y en la tercera ronda de la FA Cup contra el Portsmouth. Ambos juegos fueron victorias de 4-0 para el Chelsea. Su primer gol de la temporada fue contra el Middlesbrough en la victoria por 5-0. El francés marcó el segundo gol decisivo en la victoria por 2-0 contra el Newcastle United, anotando a pase de Frank Lampard en lo que fue un gol casi calcado al que marcó en el St James' Park la temporada anterior. Malouda después jugó uno de sus mejores partidos con el Chelsea en la victoria 3-1 sobre Liverpool en la Liga de Campeones de la UEFA, dando asistencias a Branislav Ivanovic y Didier Drogba para los goles. A continuación, marcó el gol del empate Arsenal en lo que sería una victoria de 2-1 para el Chelsea en su semifinal de la FA Cup en el Estadio de Wembley. El 2 de mayo, anotó en la victoria 3-1 del Chelsea sobre el Fulham en Stamford Bridge. Él anotó el cuarto gol en una famosa victoria por 4-1 sobre el Arsenal que fue la mayor derrota en la liga en su casa durante 38 años, siendo este su partido número 50 de la Premier League para los azules. El próximo partido en la Premier League fue contra el Blackburn Rovers. Él anotó el primer gol en el partido con un cabezazo muy bien ejecutado. En el 2009 en la final de la FA Cup ante el Everton, jugó un papel fundamental en la victoria 2-1 del Chelsea, dando la asistencia a Didier Drogba, pero fue posteriormente le fue negado un soberbio gol cuando su tiro de 36 yardas golpeó la parte inferior del travesaño, que en las repeticiones mostraron que cruzó la línea. Malouda de forma impresionante en la última mitad de la temporada se le solicitó el interés de grandes equipos como el FC Barcelona y el AC Milan.
Aunque el 23 de junio de 2009, Malouda probó su lealtad mediante la firma de un nuevo acuerdo de cuatro años con el Chelsea que le mantendrá en Stamford Bridge hasta 2013. Desde la llegada de Carlo Ancelotti en el 2009/2010, una temporada en la que Malouda se ha encontrado jugando en un papel más central a la izquierda de la formación de diamantes preferida de Ancelotti en el mediocampo. El 12 de septiembre de 2009 contra el Stoke City anotó el gol ganador en el minuto 94 para conseguir los tres puntos del Chelsea. El 4 de octubre de 2009, Malouda anotó el gol definitivo en la victoria por 2-0 sobre el Liverpool. Malouda continuó su buena forma al anotar el segundo gol en la victoria por 4-0 sobre el Bolton Wanderers en la Carling Cup. El 3 de noviembre de 2009, Malouda hizo su aparición número 100 con el Chelsea en un partido de Liga de Campeones contra el Atlético de Madrid. El 21 de noviembre de 2009, Malouda anotó el primer gol en la victoria por 4-0 sobre el Wolverhampton Wanderers, que fue en el minuto 4 y de 25 yardas. El 25 de diciembre de 2009 Malouda fue expulsado por primera vez esta temporada por una amonestación sobre Stephen Carr en un partido de liga contra el Birmingham City en St Andrews. El 16 de enero, Malouda anotó un gol en contra del Sunderland en la victoria por 7-2. En un partido de la Premier League ante el West Ham United, Florent Malouda fue elegido jugador del partido, dando 16 pases, dos de los cuales se convirtieron en las asistencias y anotando un gol. Malouda marcó dos goles ante el Portsmouth el 24 de marzo, en un partido ganado por el Chelsea por 5-0. El 27 de marzo, Malouda anotó dos goles más ante el Aston Villa en el partido que Chelsea ganó con una puntuación de 7-1.
En el partido más importante del Chelsea de la campaña 2009-10 de la Premier League en contra de su rival al título Manchester United, Malouda jugó un papel fundamental en la creación del primer gol del partido. Al evadir a Valencia y Fletcher en su camino hacia el área penal, Malouda fue capaz de entregar un pase de Joe Cole, que redirige el balón con el talón hacia atrás pasando a través de Edwin van der Sar. Chelsea terminó ganando el juego 2-1. Fue designado por primera vez como jugador de la Premier League del mes de marzo de 2010. Anotó el segundo gol para el Chelsea en la victoria por 3-0 sobre el Aston Villa en la semifinal de la FA Cup por segundo año consecutivo el 10 de abril de 2010.
Malouda fue uno de los jugadores en posición de espera en la liga durante el 2009-10. Él no fue incluido en el equipo de la temporada, a pesar de una impresionante compilación de 12 goles y 8 asistencias. En general marcó 15 goles y proporcionó 15 asistencias durante la temporada 2009-10. Terminó 12º máximo goleador en la Premier League en la temporada, junto al delantero del Manchester United Dimitar Berbatov.
Malouda comenzó la temporada 2010/2011 para el Chelsea al anotar el primer gol de su campaña de la Premier League ante el West Bromwich Albion, y luego conseguir otro en un registro de 6-0 en el día de apertura. Él anotó su tercer gol de la temporada en otro demoledor 6-0 ante el Wigan Athletic. Malouda anotó su cuarto gol de la temporada contra el Stoke City en la victoria por 2-0. Continuó esta forma prolífica contra el Blackpool FC, anotando 2 goles más para tomar su cuenta goleadora a 6 en sólo 5 partidos de la temporada. El 24 de enero de 2011, Malouda anotó en el minuto 41 contra el Bolton Wanderers en el Reebok Stadium, en una victoria de 4-0 para el Chelsea en un partido en el que completó los 90 minutos. El 20 de abril de 2011 anotó 2 goles en el partido contra el Birmingham City en Stamford Bridge, a partir de una victoria por 3-1. En mayo de 2011, había marcado 41 goles en 179 partidos en todas las competiciones desde su debut en 2007. Florent es también ampliamente conocido por sus cambios de peinado. Durante la Premier League en la temporada 2010-11 fue goleador de liga del Chelsea, con un total de 13 goles, por delante de la talla de Didier Drogba y Nicolas Anelka.
Durante el verano de 2011, tras la firma del Chelsea del delantero Juan Mata, llegó una oferta proveniente de un gigante de la Serie A italiana como Juventus por Malouda. A raíz de la especulaciones sobre su futuro, Malouda habló en una conferencia de prensa después de un cotejo de las eliminatorias de la Eurocopa entre Francia contra Albania, teniendo 31 años de edad, insiste en que quiere permanecer en Stamford Bridge hasta la próxima Copa Mundial de Fútbol por lo menos. Como capitán de Francia dijo: "Siempre he sido claro en mis decisiones, va a ser muy difícil que me saquen de mi club". Todavía tengo dos años más de contrato con el Chelsea. Mi objetivo es prorrogar por un año hasta la Copa Mundial de fútbol de 2014. "Eso no ha cambiado, y no va a cambiar esta noche".
Anotó su primer gol de la temporada en el Chelsea en un choque de Premier League contra el West Bromwich Albion. Chelsea ganó el partido 2-1. Su segundo gol de la temporada fue en la goleada por 5-1 ante el Tottenham en Wembley durante la semifinal de la FA Cup. Esto continuo otro gol el 29 de abril en una goleada 6-1 del equipo ante el QPR.
El centrocampista internacional francés Florent Malouda firmó un contrato de dos años con el Trabzonspor.

### Trabzonspor
El 17 de julio de 2013, se anunció que Malouda firmó un contrato de dos años con el Trabzonspor de la liga turca. El acuerdo fue reportado en un valor de alrededor de € 2,5 millones por temporada. 

### FC Metz
Después de haber sido liberado por el Trabzonspor, el agente de Malouda intentó negociar una transferencia con el Birmingham City sin su conocimiento. El 12 de septiembre de 2014, regresó a la Ligue 1 después de siete años en el extranjero, firmando para el FC Metz.

## Selección nacional

### Francia

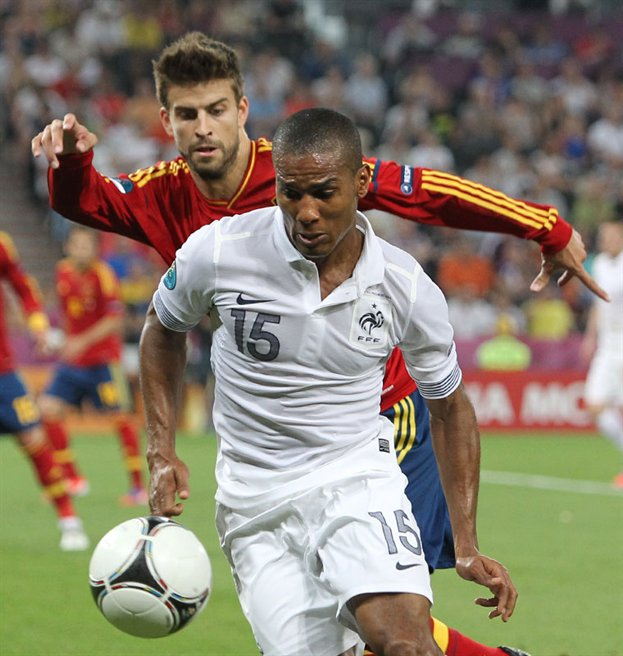
Malouda jugando para en la Eurocopa 2012.

Malouda hizo su debut con Francia el 17 de noviembre de 2004 en un partido contra Polonia. Luego se convirtió en un pelotón regular, anotando su primer gol para su país el 31 de mayo de 2005 contra Hungría.
Después de jugar casi todo el territorio francés en la fase de clasificación para la Copa Mundial de Fútbol de 2006, Malouda ganó una llamada a la selección final. Malouda continuó jugando con regularidad en el torneo, donde los franceses con el tiempo perdido en las sanciones a Italia en la final. Él ganó una penalización por Francia en ese juego, que fue convertido por Zidane. Hasta la fecha, Malouda ha marcado cinco goles en 63 partidos con el equipo de fútbol nacional de Francia.
El 22 de junio de 2010, durante la Copa Mundial de Fútbol de 2010, Malouda anotó un gol durante el partido contra la nación anfitriona Sudáfrica, que terminó en una derrota por 2-1 en favor de los Bafana Bafana. Fue el único gol anotado por Francia durante su campaña en la fase de grupos antes de ser eliminado en el último lugar, después de haber dibujado 0-0 con Uruguay y perder por 2-0 ante México. Malouda también jugó en el último partido de calificación para tirar de una vuelta para hacer el 1-2 pero aun así perdió ante Sudáfrica, el 3 de septiembre de 2010, a Malouda le fue entregado el brazalete de capitán de Francia en las clasificaciones para la Eurocopa 2012 contra Bielorrusia, mientras que un cinco partidos de suspensión estaba siendo atendido por el anterior capitán, Patrice Evra. Francia llegó a perder el partido por 1-0.

#### Participaciones en Copas del Mundo
| Copa              | Sede      | Resultado    | Partidos | Goles |
| ----------------- | --------- | ------------ | -------- | ----- |
| Copa Mundial 2006 | Alemania  | Subcampeón   | 6        | 0     |
| Copa Mundial 2010 | Sudáfrica | Primera fase | 3        | 1     |

#### Participaciones en Eurocopas
| Copa          | Sede              | Resultado        | Partidos | Goles |
| ------------- | ----------------- | ---------------- | -------- | ----- |
| Eurocopa 2008 | Austria · Suiza   | Primera fase     | 2        | 0     |
| Eurocopa 2012 | Polonia · Ucrania | Cuartos de final | 3        | 0     |

### Guayana Francesa
Debido a que Malouda nació en la Guayana Francesa, es franco-guayanés y pudo jugar por la selección de Guayana Francesa, e hizo su debut con esta selección en un amistoso contra Barbados el  17 de junio del 2017. Y como la selección de Guayana Francesa está afiliada a la CONCACAF (pero no a la FIFA), Malouda fue convocado para la Copa de Oro 2017. Sin embargo, el haber hecho esto, hizo que la Guayana Francesa perdiera puntos ante Honduras, luego de que ambas selecciones empataran 0 a 0. Y debido a esto, la CONCACAF sancionó a Guayana Francesa y a Malouda. El hecho se produjo, debido a que Guayana Francesa no es miembro de la FIFA. Sólo jugó dos partidos con esta selección, y no anotó goles en ambos partidos.

#### Participaciones en Copas de Oro
| Copa             | Sede           | Resultado    | Partidos | Goles |
| ---------------- | -------------- | ------------ | -------- | ----- |
| Copa de Oro 2017 | Estados Unidos | Primera fase | 1        | 0     |

## Estadísticas

### Clubes
| Club | Div.          | Temporada     | Liga  | Liga  | Copas nacionales(1) | Copas nacionales(1) | Copa de la Liga(2) | Copa de la Liga(2) | Torneos internacionales(3) | Torneos internacionales(3) | Otros(4) | Otros(4) | Total | Total |
| Club | Div.          | Temporada     | Part. | Goles | Part.               | Goles               | Part.              | Goles              | Part.                      | Goles                      | Part.    | Goles    | Part. | Goles |
| --- | ------------- | ------------- | ----- | ----- | ------------------- | ------------------- | ------------------ | ------------------ | -------------------------- | -------------------------- | -------- | -------- | ----- | ----- |
| L. B. Châteauroux Francia | 2.ª           | 1996-97       | 2     | 0     | 0                   | 0                   | 0                  | 0                  | —                          | —                          | —        | —        | 2     | 0     |
| L. B. Châteauroux Francia | 1.ª           | 1997-98       | 1     | 0     | 0                   | 0                   | 0                  | 0                  | —                          | —                          | —        | —        | 1     | 0     |
| L. B. Châteauroux Francia | 2.ª           | 1998-99       | 28    | 3     | 1                   | 0                   | 1                  | 0                  | —                          | —                          | —        | —        | 30    | 3     |
| L. B. Châteauroux Francia | 2.ª           | 1999-00       | 28    | 2     | 1                   | 0                   | 3                  | 2                  | —                          | —                          | —        | —        | 32    | 4     |
| L. B. Châteauroux Francia | Total club    | Total club    | 59    | 5     | 2                   | 0                   | 4                  | 2                  | —                          | —                          | —        | —        | 65    | 7     |
| E. A. Guingamp Francia | 1.ª           | 2000-01       | 23    | 1     | 0                   | 0                   | 1                  | 0                  | —                          | —                          | —        | —        | 24    | 1     |
| E. A. Guingamp Francia | 1.ª           | 2001-02       | 32    | 4     | 2                   | 0                   | 2                  | 1                  | —                          | —                          | —        | —        | 36    | 5     |
| E. A. Guingamp Francia | 1.ª           | 2002-03       | 36    | 10    | 2                   | 0                   | 2                  | 2                  | —                          | —                          | —        | —        | 40    | 12    |
| E. A. Guingamp Francia | Total club    | Total club    | 91    | 15    | 4                   | 0                   | 5                  | 3                  | —                          | —                          | —        | —        | 100   | 18    |
| Olympique de Lyon Francia | 1.ª           | 2003-04       | 35    | 4     | 3                   | 2                   | 1                  | 0                  | 10                         | 0                          | 1        | 0        | 50    | 6     |
| Olympique de Lyon Francia | 1.ª           | 2004-05       | 37    | 5     | 3                   | 0                   | 0                  | 0                  | 10                         | 3                          | 1        | 0        | 51    | 8     |
| Olympique de Lyon Francia | 1.ª           | 2005-06       | 31    | 6     | 3                   | 0                   | 1                  | 0                  | 9                          | 0                          | 1        | 0        | 45    | 6     |
| Olympique de Lyon Francia | 1.ª           | 2006-07       | 35    | 10    | 2                   | 0                   | 3                  | 1                  | 7                          | 2                          | 0        | 0        | 47    | 13    |
| Olympique de Lyon Francia | Total club    | Total club    | 138   | 25    | 11                  | 2                   | 5                  | 1                  | 36                         | 5                          | 3        | 0        | 193   | 33    |
| Chelsea F. C. Inglaterra | 1.ª           | 2007-08       | 21    | 2     | 2                   | 0                   | 3                  | 0                  | 11                         | 1                          | 1        | 1        | 38    | 4     |
| Chelsea F. C. Inglaterra | 1.ª           | 2008-09       | 31    | 6     | 4                   | 1                   | 2                  | 1                  | 10                         | 1                          | —        | —        | 47    | 9     |
| Chelsea F. C. Inglaterra | 1.ª           | 2009-10       | 33    | 12    | 6                   | 2                   | 3                  | 1                  | 8                          | 0                          | 1        | 0        | 51    | 15    |
| Chelsea F. C. Inglaterra | 1.ª           | 2010-11       | 38    | 13    | 2                   | 0                   | 0                  | 0                  | 9                          | 1                          | 1        | 0        | 50    | 14    |
| Chelsea F. C. Inglaterra | 1.ª           | 2011-12       | 26    | 2     | 5                   | 1                   | 3                  | 0                  | 9                          | 0                          | —        | —        | 43    | 3     |
| Chelsea F. C. Inglaterra | 1.ª           | 2012-13       | 0     | 0     | 0                   | 0                   | 0                  | 0                  | 0                          | 0                          | 0        | 0        | 0     | 0     |
| Chelsea F. C. Inglaterra | Total club    | Total club    | 149   | 35    | 19                  | 4                   | 11                 | 2                  | 47                         | 3                          | 3        | 1        | 229   | 45    |
| Trabzonspor Turquía | 1.ª           | 2013-14       | 19    | 5     | 0                   | 0                   | —                  | —                  | 10                         | 2                          | —        | —        | 29    | 7     |
| F. C. Metz Francia | 1.ª           | 2014-15       | 28    | 3     | 1                   | 0                   | 2                  | 0                  | —                          | —                          | —        | —        | 31    | 3     |
| Delhi Dynamos F. C. India | 1.ª           | 2015          | 16    | 0     | —                   | —                   | —                  | —                  | —                          | —                          | —        | —        | 16    | 0     |
| Delhi Dynamos F. C. India | 1.ª           | 2016          | 16    | 3     | —                   | —                   | —                  | —                  | —                          | —                          | —        | —        | 16    | 3     |
| Delhi Dynamos F. C. India | Total club    | Total club    | 32    | 3     | —                   | —                   | —                  | —                  | —                          | —                          | —        | —        | 32    | 3     |
| Wadi Degla S. C. · Egipto | 1.ª           | 2015-16       | 16    | 3     | 2                   | 0                   | —                  | —                  | —                          | —                          | —        | —        | 18    | 3     |
| F. C. Differdange 03 Luxemburgo | 1.ª           | 2017-18       | 8     | 0     | 1                   | 0                   | —                  | —                  | —                          | —                          | —        | —        | 9     | 0     |
| Total carrera | Total carrera | Total carrera | 540   | 94    | 40                  | 6                   | 27                 | 8                  | 93                         | 10                         | 6        | 1        | 706   | 119   |
| (1) Incluye datos de la Copa de Francia (1998-15), FA Cup (2007-12), Copa de Egipto (2015-16) y Copa de Luxemburgo (2017-18). (2) Incluye datos de la Copa de la Liga de Francia (1998-15) y Copa de la Liga de Inglaterra (2007-12). (3) Incluye datos de la Liga de Campeones (2003-12) y Liga Europa de la UEFA (2013-14). (4) Incluye datos de la Supercopa de Francia (2003-06) y Community Shield (2007-10). |               |               |       |       |                     |                     |                    |                    |                            |                            |          |          |       |       |

## Palmarés

### Campeonatos nacionales
| Título               | Club              | País       | Año  |
| -------------------- | ----------------- | ---------- | ---- |
| Supercopa de Francia | Olympique de Lyon | Francia    | 2003 |
| Ligue 1              | Olympique de Lyon | Francia    | 2004 |
| Supercopa de Francia | Olympique de Lyon | Francia    | 2004 |
| Ligue 1              | Olympique de Lyon | Francia    | 2005 |
| Supercopa de Francia | Olympique de Lyon | Francia    | 2005 |
| Ligue 1              | Olympique de Lyon | Francia    | 2006 |
| Ligue 1              | Olympique de Lyon | Francia    | 2007 |
| FA Cup               | Chelsea F. C.     | Inglaterra | 2009 |
| Community Shield     | Chelsea F. C.     | Inglaterra | 2009 |
| Premier League       | Chelsea F. C.     | Inglaterra | 2010 |
| FA Cup               | Chelsea F. C.     | Inglaterra | 2010 |
| FA Cup               | Chelsea F. C.     | Inglaterra | 2012 |

### Campeonatos internacionales
| Título            | Club          | Sede   | Año  |
| ----------------- | ------------- | ------ | ---- |
| Liga de Campeones | Chelsea F. C. | Múnich | 2012 |

### Distinciones individuales
| Distinción                                          | Año              |
| --------------------------------------------------- | ---------------- |
| Equipo del año de la Ligue 1                        | 2005, 2006, 2007 |
| Jugador del mes de la Ligue 1                       | 2006             |
| Jugador del año de la Ligue 1                       | 2007             |
| Mejor jugador del mes de marzo en la Premier League | 2010             |
| Balón de Oro al Héroe de la Temporada de la ISL     | 2016             |
| Equipo de la temporada de la ISL                    | 2016             |

## Vida personal
El hermano menor de Malouda, Lesly, también es futbolista profesional, juega en la Ligue 1 en el Dijon FCO. Él está casado con Florencia, de nacionalidad brasileña, con quien ha procreado cuatro hijos: tres mujeres (Kelys, Satya y Flora) y un varón, Aarón.
En 2025 se alistó como oficial de combate en la reserva ciudadana del 3.er Regimiento de Infantería Extranjera, con sede en Kourou (Guayana Francesa) y perteneciente a la Legión Extranjera Francesa.